# Ашар, Франц Карл
Франц Карл Ашар (нем. Franz Carl Achard; 28 апреля 1753, Берлин — 20 апреля 1821, Кунерн) — немецкий (прусский) физик, химик, биолог, разработавший технологию производства сахара из сахарной свёклы.

## Биография
Родился 28 апреля 1753 года в городе Берлине в семье священника Макса Гиома Ашара — потомка беженцев-гугенотов и его супруги Маргариты Елизаветы (Рупперт). Здесь же, в столице Германии, получил прекрасное образование, с детства отдавая предпочтение физике и химии.
После принятия в Прусскую Академию наук, являясь фаворитом короля Фридриха II, Ашар лично дважды в неделю докладывал ему о своих экспериментах.
В 1782 году он занял место директора физического отделения Прусской Академии наук, явившись преемником Андреаса Зигизмунда Маргграфа, который ещё в 1747 году занимался исследованием содержания сахара в свёкле. Ашар возобновил опыты своего предшественника и с 1786 года занялся в своем имении в Каульсдорфе (нем. Kaulsdorf) близ Берлина возделыванием сахарной свёклы и получением из неё сахара. После ряда неудач он обратился в 1794 году к прусскому королю Фридриху Вильгельму III с просьбой о привилегии на фабрикацию свекловичного сахара, а также и некоторых других льготах. Просьба эта была отклонена, но правительство разрешило Ашару произвести опыты в Берлине, и когда они дали благоприятные результаты, ему была выдана ссуда в 50 тыс. талеров на покупку имения в Кунерне (нем. Kunern) в Силезии, где и был построен в 1801 году первый свеклосахарный завод.
В 1807 году, во время войны с Наполеоном, этот завод был разрушен. В 1810 году фабрика по производству сахара была восстановлена с таким расчётом, чтобы она могла одновременно служить и практической школой свеклосахарного производства. Есть свидетельства, что английские купцы, поставляющие сахар, произведённый в Новом Свете из сахарного тростника, предлагали Ашару астрономическую по тем временам сумму в 200 тыс. талеров только за то, чтобы он объявил, что его эксперименты увенчались неудачей, чтобы продолжать оставаться монополистами на этом рынке, однако учёный категорически отверг это предложение.
Помимо этого, в 1786 году Ф. К. Ашаром были выделены гуминовые вещества (см. Гуминовые кислоты), что во многом способствовало изобретению лекарственного средства Гувитан-С.
В 1794 году Ашар построил оптический телеграф между Шпандау и Бельвю за год до изобретения аналогичного устройства Клодом Шаппом.
Франц Карл Ашар скончался 20 апреля 1821 года в своём имении в Кунерне.
Иностранный член Баварской АН (1778).